# Enric Moner Castell
Pour les articles homonymes, voir Moner et Castell.
Enric Joaquim Joan Moner Castell, né en 1900 à Figueras et mort à Hradischko en 1945, est un agriculteur antifranquiste, membre de la résistance intérieure française, arrêté par la Gestapo puis déporté et assassiné dans les camps de concentration nazis.

## Biographie
Enric Moner est un paysan de l'Empordà, dans le nord de la Catalogne. Fils d'une famille modeste, il est notamment éleveur de chevaux. 
Lorsqu'il a 21 ans, il est incorporé au service militaire obligatoire espagnol, sous un régime autoritaire, qu'il décide de fuir en août 1921. Il s'installe alors de l'autre côté des Pyrénées, dans la ville du Boulou, dans les Pyrénées-Orientales, sous le nom d'Henri (version française d'Enric).
Le 7 août 1921, il épouse la jeune catalane Teresa Barris Mundet, née à Agullana. Le couple a cinq enfants : Josep (né en 1922), Henriette (née en 1924), Fernande (née en 1926), Cécile (née en 1928) et Dolors (née en 1932).
Le 4 octobre 1934, le couple décide, en tant que républicains, de rejoindre Figueras et la Catalogne, alors sous le régime de la République. 
Durant la guerre d'Espagne, face à l'avancée des troupes nationalistes en Catalogne, la famille doit revenir en France pour se réfugier lors de la Retirada, et s'installe dans le village de Maureillas-las-Illas. 
Durant la Seconde Guerre mondiale, Enric Moner s'engage alors dans la résistance française. Il joue notamment le rôle de passeur entre l'Espagne et la France de Vichy. 
Il est arrêté par la Gestapo et déporté dans les camps de concentration nazis, où il est assassiné en 1945.

## Postérité
En 2024, lorsque ses descendants assistent à la projection du film Marco, l'énigme d'une vie de Jon Garaño, ils s'aperçoivent que le célèbre imposteur Enric Marco a usurpé l'identité d'Enric Moner.